# Rhampholeon acuminatus
Rhampholeon acuminatus — вид ігуаноподібних ящірок родини хамелеонових (Chamaeleonidae). Ендемік Танзанії.

## Поширення і екологія
Rhampholeon acuminatus мешкають в горах Нґуру на північному сході Танзанії, на висоті 1500 м над рівнем моря. Вони живуть у вологих гірських тропічних лісах, серед опалого листя та в невисоких чагарниках, на висоті від 50 см до кількох метрів над землею.

## Збереження
МСОП класифікує цей вид як такий, що перебуває на межі зникнення. Rhampholeon acuminatus загрожує знищення природного середовища.